# Hank & Mike
Hank & Mike – komedia kanadyjska, której reżyserem jest Matthiew Klinck. Premiera filmu miała miejsce na Międzynarodowym Festiwalu Filmów w Vancouver 2008 roku, zaś premiera kinowa miała miejsce 24 października tego samego roku.

## Fabuła
Hank i Mike, choć zupełnie do siebie nie pasują, są najlepszymi przyjaciółmi. Hank spędza swój czas beztrosko spotykając się z przypadkowo poznanymi kobietami na imprezach, zaś jego Mike nie potrafi nawet zagadać do dziewczyny. Są pracownikami firmy, która posiada prawa do wszystkich dni wolnych na całym świecie. Jednak w ramach oszczędności dyrekcja firmy postanawia zredukować liczbę pracowników i niestety w grupie nieszczęśliwców znajdują się nasi bohaterowie. I tak Hank i Mike muszą sobie znaleźć nową pracę co okazuje się nie lada zadaniem.

## Obsada
- Thomas Michael jako Hank
- Paolo Mancini jako Mike
- Chris Klein jako Conrad Hubriss
- Joe Mantegna jako Mr. Pan